# Grande Otelo
Grande Otelo, pseudonimo di Sebastião Bernardes de Souza Prata  (Uberlândia, 18 ottobre 1915 – Parigi, 26 novembre 1993), è stato un attore e cantante brasiliano.
Viene considerato tra i più grandi artisti di spettacolo afrobrasiliani, se non addirittura il migliore.

## Biografia
Dopo aver trascorso un'infanzia dolorosa, esordì nel teatro di rivista non ancora ventenne. Passò poi al grande schermo; negli anni 40 e 50 fu protagonista di diverse pellicole brillanti, nelle quali ebbe spesso come spalla Oscarito. Il successo di questi film fu enorme, non solo in Brasile: Grande Otelo divenne noto persino negli USA, al punto che Orson Welles lo scritturò per il lungometraggio È tutto vero, rimasto incompiuto (il nome dell'attore peraltro non fu inserito nei crediti). 
In seguito partecipò a numerosi show televisivi formando sodalizi artistici con diverse soubrette dell'epoca, da Vera Regina a Virginia Lane, da Miriam Batucada a Betty Faria, e intraprese la carriera di cantante. Non abbandonò tuttavia il cinema: fu protagonista di Macunaíma (pellicola che gli valse importanti riconoscimenti), apparve in un lungometraggio di Werner Herzog, Fitzcarraldo, e fu tra gli attori brasiliani che affiancarono Mick Jagger nel film Running Out of Luck diretto da Julien Temple. Lavorò anche nelle telenovelas, a volte sostenendovi ruoli di spicco, come in Bravo! e Uma Rosa Com Amor.
Si batté tenacemente per i diritti degli afrobrasiliani.
Negli ultimi anni soffrì di gravi problemi cardiovascolari. Morì nel 1993 per un infarto a Parigi mentre si trovava all'Aeroporto Charles de Gaulle. 

## Vita privata
Ebbe cinque figli, uno dei quali, José Prata, divenne anch'egli attore.

## Curiosità
- Fu padrino di battesimo dell'attore Ney Latorraca.

## Omaggi
- Le sue fattezze sono riconoscibili nella statuetta dorata del Grande Prêmio do Cinema Brasileiro, istituito nel 2000.

- Nella miniserie televisiva Dalva e Herivelto: Uma Canção de Amor , incentrata sulle figure di Dalva de Oliveira e Herivelto Martins, l'attore Nando Cunha ha dato volto a Grande Otelo.

## Filmografia parziale

### Cinema
- O Caçula do Barulho, regia di Riccardo Freda (1949)
- Una rosa per tutti, regia di Franco Rossi (1966)
- L'alibi, regia di Adolfo Celi, Vittorio Gassman, Luciano Lucignani (1969)
- Macunaíma, regia di Joaquim Pedro de Andrade (1970)
- Fitzcarraldo, regia di Werner Herzog (1982)
- Running Out of Luck, regia di Julien Temple (1987)

### Televisione
- Bravo!, telenovela (1975)
- Maria, Maria, telenovela
- Agua Viva, telenovela (1980)
- Il cammino della libertà; altro titolo: La padroncina (Sinhá Moça, Rede Globo, 1986), telenovela